# Поставы (аэродром)
Поставы (бел. Паставы) — недействующий военный аэродром, расположенный западнее одноимённого города Поставы Витебской области в Белоруссии.

## История
Аэродром использовался польскими ВВС до Освобождения западной Белоруссии войсками Красной армии. В 1940 году после Освобождения западной Белоруссии на базе аэродрома основана Поставская авиационная школа, в которой готовили летчиков-бомбардировщиков. Начальником Поставской авиашколы был назначен полковник Вячеслав Арсеньевич Тимофеев. В распоряжении школы было 3 аэродрома. Основной — Поставы (в стадии строительства) и два полевых — в Михалишках и в Кобыльнике, на бывшем полевом аэродроме Польских ВВС. Аэродром входил в состав 13-го района авиационного базирования. По состоянию на конец мая 1941 года на аэродроме базировались:
- управление 32-й авиационной базы,
- 132-я ОРС управления;
- 137-й батальон аэродромного базирования[1].

С началом Великой Отечественной войны 23 июня школа перебазировалась в Оршу, потом в Москву, а затем в Чкалов, где из остатков нескольких авиашкол была сформирована 3-я Чкаловская Военная Авиационная Школа пилотов.
После оккупации Постав аэродром в недостроенном состоянии использовался бомбардировочной авиацией Люфтваффе.
Современный аэродром был построен в 1954 году. На аэродроме базировались:
- 940-й авиационный полк истребителей-бомбардировщиков[2][3];
- 305-й авиационный полк истребителей-бомбардировщиков;

В 1960 году с аэродрома Россь перебазировался 940-й истребительный авиационный полк на самолётах МиГ-17. 18 марта 1960 года полк переведен в истребительно-бомбардировочную авиацию, получил новое наименование — 940-й истребительно-бомбардировочный авиационный полк и вошел в состав 1-й гвардейской истребительно-бомбардировочной Сталинградской ордена Ленина дважды Краснознаменной орденов Суворова и Кутузова авиационной дивизии. В ноябре 1976 года полк был переименован в 940-й авиационный полк истребителей-бомбардировщиков и получил новые самолёты Су-7Б (БМК, БКЛ), на которых пролетал до 1982 года. В 1982 году полк получил МиГ-27 М и МиГ-27Д. В мае 1988 года полк расформирован на аэродроме в составе 1-й гвардейской авиационной Сталинградской ордена Ленина дважды Краснознаменной орденов Суворова и Кутузова дивизии истребителей-бомбардировщиков.
В 1976 году на аэродроме начал свое формирование 305-й авиационный полк истребителей-бомбардировщиков на самолётах МиГ-15 и МиГ-17. Полк вошёл в состав 1-й гвардейской авиационной Сталинградской ордена Ленина дважды Краснознаменной орденов Суворова и Кутузова дивизии истребителей-бомбардировщиков. Командиром полка был назначен полковник Сычёв В. С. В ноябре 1976 года полк получил новые самолёты Су-7Б (БМК, БКЛ), на которых пролетал до 1980 года. Зимой 1977 года полку было вручено Боевое Красное знамя. В 1980 году получил Су-17, а в 1986 году полк переучился на самолёты Су-24 и был переименован в 305-й бомбардировочный авиационный полк.
В феврале 1989 года после вывода советских войск из Афганистана на аэродром перебазировался 378-й отдельный штурмовой авиационный полк на самолётах Су-25. После распада СССР в январе 1992 года полк вошел в состав ВВС Белоруссии, а в 1995 году расформирован.

## Современная история
После распада Советского Союза аэродром использовался до 1995 года. В 1993 году 305-й бомбардировочный авиационный полк перебазировался в Россию на аэродром Ейск. Аэродром использовался до расформирования 378 штурмовой авиационной базы. 1 июня 1995 года летный состав 378 шаб перегнал Су-25 с первым боекомплектом на аэродром Лида. Территория аэродрома была передана местным властям. ВПП разобрана, плиты сняты. Со временем оставшаяся подушка ВПП была сдута ветрами, обнажилась поверхность старой ВПП (бетонный монолит).

## Происшествия
- 19 февраля 1975 г. катастрофа самолёта МиГ-17, аэродром Поставы, лётчик старший лейтенант Крысанов С. При выполнении атаки наземной цели на полигоне Прудники после выполнения боевого разворота на скорости 950 км/ч с углом тангажа 90° самолёт столкнулся с землёй. Лётчик погиб. Предположительная причина — столкновение с птицей и потеря работоспособности лётчика.
- 6 февраля 1990 г. авария самолёта Су-25, аэродром Поставы. Летчик на 8 минуте полета доложил об отказе преобразователя. Прекратил задание по команде РП и выполнил заход на посадку. На пробеге с поднятым колесом летчик доложил о том, что самолёт уклоняется влево. Самолёт уклонился влево на 12 м от оси полосы. Для предотвращения уклонения влево летчик дал правую ногу. Самолёт юзом пошел вправо, развернулся на 20-30°, пересек осевую линию, сошел на грунт, продолжая разворачиваться вправо. После схода на грунт прошел юзом ещё 150—200 м и остановился. Летчик тормозной парашют не выпускал. На самолёте сломана передняя и левая основная стойки шасси, повреждено левое полукрыло. Причина — несоизмеримые действия органами управления на пробеге. После ремонта самолёт не летал, был списан и передан в Кобринский ПАРМ, далее — в Военную Академию в качестве учебного пособия.